# Okenia cupella
Okenia cupella is een slakkensoort uit de familie van de Goniodorididae. De wetenschappelijke naam van de soort is voor het eerst geldig gepubliceerd in 1970 door Vogel & Schultz.